# Pomník Mikuláše Koperníka (Krosno)
Pomník Mikuláše Koperníka je socha na ulici Piotra Skargi před budovou školy Mikuláše Koperníka v Krosně v Podkarpatském vojvodství.
Dílo Stanisława Kochanka znázorňuje polského astronoma Mikuláše Koperníka, na podstavci do pasu, s levou rukou spočívající na zeměkouli, a druhou rukou si stínící oči při pohledu na oblohu.
Pomník byl odhalen v roce 1973 v průběhu oslav 500. výročí narození astronoma.